# Union générale des travailleurs (Malte)
Pour les articles homonymes, voir Union générale des travailleurs et GWU.

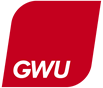
Logo actuel du syndicat

La General Workers' Union (GWU - Union générale des travailleurs) est un syndicat de Malte fondé en 1943, affilié à la Confédération européenne des syndicats et à la Confédération syndicale internationale. Elle est liée au Parti travailliste.